# Distretto di Dindigul
Il distretto di Dindigul è un distretto del Tamil Nadu, in India, di 1 918 960 abitanti. Il suo capoluogo è Dindigul.